# Taekgyeon
Taekgyeon, oft auch Taekkyon oder Taekyon geschrieben, ist eine traditionelle koreanische Kampfsportart und Kampfkunst und ist eine der wenigen tänzerischen Kampfarten.
Als erste Kampfkunst weltweit wurde Taekgyeon im November 2011 von der UNESCO in die Repräsentative Liste des immateriellen Kulturerbes der Menschheit aufgenommen.
Taekgyeon umfasst eine große Zahl an Fuß- und Handtechniken. Seine Spezialität sind tiefe Tritte zu den Beinen, Würfe, hohe Tritte sowie Sprünge und andere athletischere Fußtechniken wie Radschläge. Der typischste Tritt ist der gewundene Gyeot Chigi (auch Jjae Chagi genannt).

## Geschichte
Taekgyeon hat sich über Jahrhunderte in Korea entwickelt. Es ist unbekannt, wann genau es entstanden ist. Spätestens seit Ende des 18. Jahrhunderts war Subak, das in noch älteren Quellen erwähnt wird (sh. im Artikel über Subak), synonym mit Taekkyon. Das geht aus der Quelle Manmulbo (kor. 만물보, 萬物譜) hervor.
Das Manmulbo ist die erste bekannte schriftliche Quelle, in der Taekgyeon namentlich in koreanischer Schrift (Hangeul) auftaucht. Es entstand um 1790 und ist auch bekannt als Jaemulbo (재물보, 才物譜). Dort wird es Tak-gyeon (탁견) geschrieben. Der Originaltext lautet:

„Byeon und Subak sind Byeon, Gangnyeok ist Mu und all diese werden Takgyeon [sic!] in Hangeul genannt. (卞 手搏爲卞 角力爲武 苦今之탁견)“

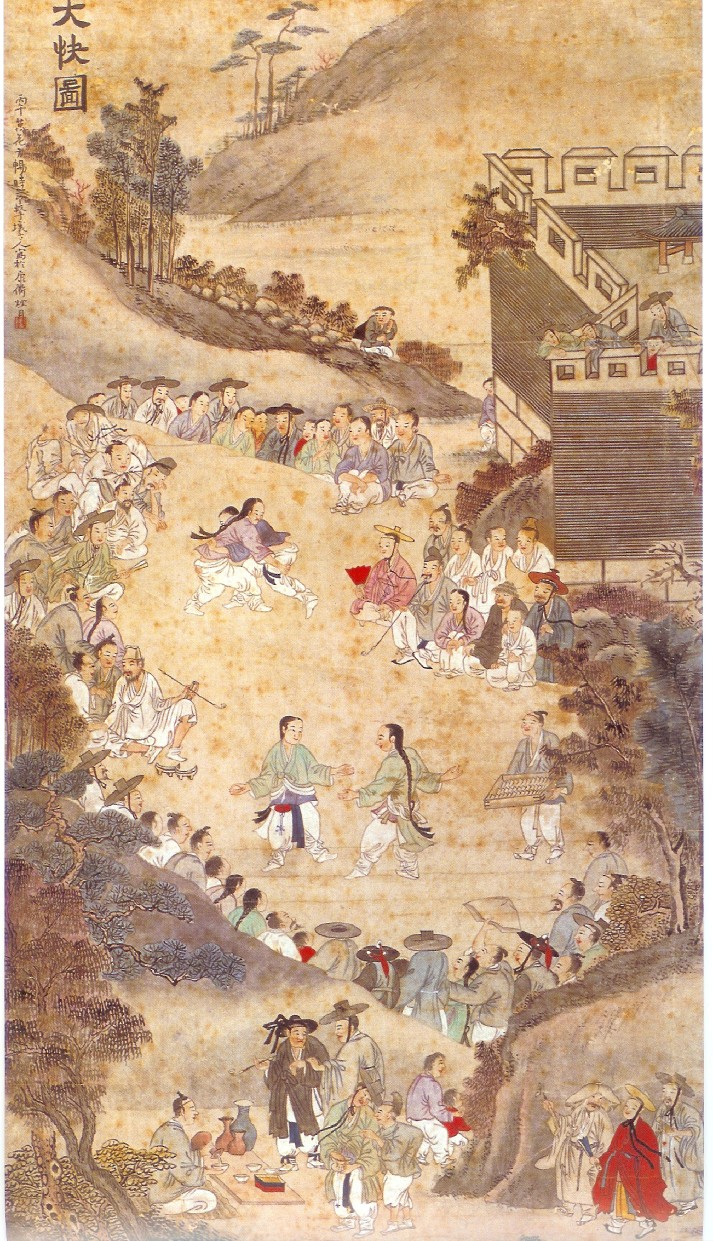
Das Gemälde „Daekwaedo“ zeigt im unteren Teil einen Taekgyeon-Kampf. Museum der Universität Seoul.

Etwa um 1850 entstand das Gemälde „Daekwaedo“ (대쾌도, 大快圖) von Hyesan Yu Suk (유숙, 劉淑), ein Maler, der von 1827 bis 1873 lebte. Es zeigt oben Ssireum und unten Taekgyeon.
1895 erscheint das Buch „Korean games with notes on the corresponding games of China and Japan“ (kurz: „Korean Games“) des Ethnographen Stewart Cullin. Darin befindet sich auch ein Kapitel über Taekkyon.
Im „Haedong Jukji“ von Choe Yeong-nyeon (최영년, Hanja: 崔永年)
aus dem Jahre 1921 wird die Idu-Schreibweise 托肩 für Tak-gyeon verwendet. Die Übersetzung von 托肩 ist „drücken-Schulter“, sie hat aber keine Bedeutung, sondern stellt eine Art Lautmalerei dar (sh. unter Idu). In diesem Buch befindet sich ein Gedicht und ein Sachtext über Taekkyon, in dem es lyrisch mit „Technik des fliegenden Beins“ (Bi-gak-sul, 비각술) bezeichnet wird.

Dieses Bild (um 1900) wurde von einem unbekannten Fotografen aufgenommen und zeigt Kinder beim Taekgyeon.

Zwischen 1905 und 1945 machten die Japaner Korea zu einer ihrer Kolonien, es fiel unter japanische Herrschaft. In dieser Zeit verschwand Taekgyeon nahezu vollständig, da die japanischen Kolonialherren keine Versammlungen mit mehr als zehn Leuten zuließen. Der genaue Zeitpunkt ist unbekannt, jedoch sagte Song Dok-ki, einer der letzten damals lebenden Taekgyeon-kkun (Kkun bedeutet so viel wie Spieler) nach dem Zweiten Weltkrieg, dass es „wahrscheinlich vor 70 Jahren“ verschwand. Erst durch Shin Han-seung, der im Jahre 1971 durch einen Zeitungsartikel auf Song Dok-ki aufmerksam wurde, wurde die Kampfart wieder populärer. Bereits am 26. März 1958 wurde Taekkyon zwar zum Geburtstag des ehemaligen koreanischen Präsidenten Rhee Syng-man vorgeführt, diese Demonstration führte aber nicht zu einer größeren Verbreitung der Kampfart. Song Dok-ki hatte in jenen Jahren nur wenige Schüler.
Neben Song lebten um 1970 auch noch zwei bis drei weitere Taekkyon-kkun aus der Joseon-Dynastie. Durch sie wurde Taekgyeon überliefert, so dass es heute wieder etwa 15000 Aktive in drei koreanischen Verbänden gibt (Stand 2010). Seit dieser Renaissance der Kampfart in den 70er und 80er Jahren werden sowohl Song Dok-ki als auch Shin Hanseung Großmeister genannt.
Taekgyeon ist von der koreanischen Regierung als einzige koreanische Kampfkunst als „intangible cultural asset“ (immaterielles Kulturgut, Registrierungsnummer 76) ausgezeichnet worden. Diese offizielle Registrierung wurde am 1. Juni 1983 vorgenommen. In diesem Zusammenhang sei noch auf Ssireum (kor. Ringkampf) und Guk Gung (kor. Bogenschießen) hingewiesen, die ebenfalls genuin koreanisch sind, allerdings bislang keine derartige Registrierung erhielten.
Song Dok-ki und Shin Han-seung wurden im gleichen Jahr aufgrund ihrer Kenntnisse eines traditionellen Kulturgutes zum „lebenden kulturellen Erbe“ ernannt.
2011 wurde Taekgyeon als bisher einzige Kampfkunst weltweit als Meisterwerk des mündlichen und immateriellen Erbes in die entsprechende UNESCO-Liste des Weltkulturerbes aufgenommen.

### Wichtige Personen der Taekkyon-Geschichte
In der Reihenfolge ihres Geburtsjahrs:
1. Im Ho (* um 1875)
2. Jang Kal (Genaues Geburtsjahr unbekannt, jedoch als Freund von Im Ho ebenfalls um 1875.)
3. Song Dok-ki (1893–1987)
4. Shin Han-seung (1928–1987)
5. Lee Yong-bok (* 1948)
6. Jeong Gyeong-hwa (* 1954)
7. Do Ki-hyun (* 1962)
8. Ko Yong-woo (* 1951)

## Ausführung

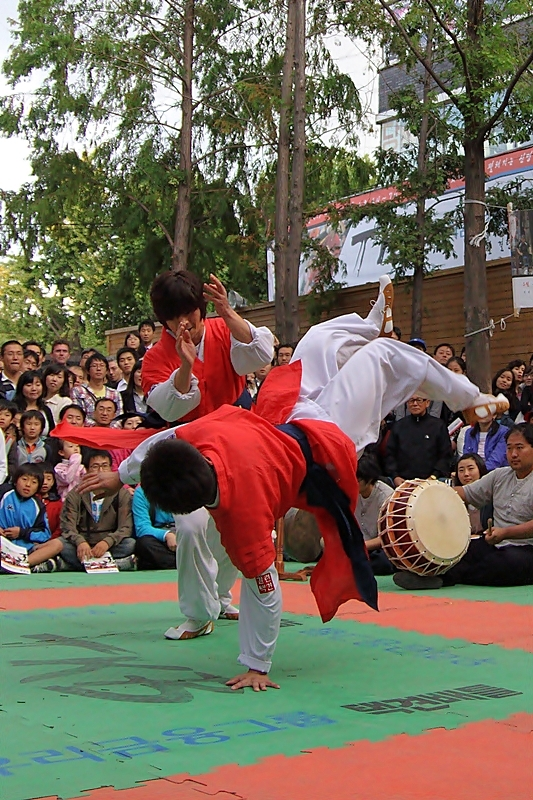
Nal Chigi (Radschlagtritt)

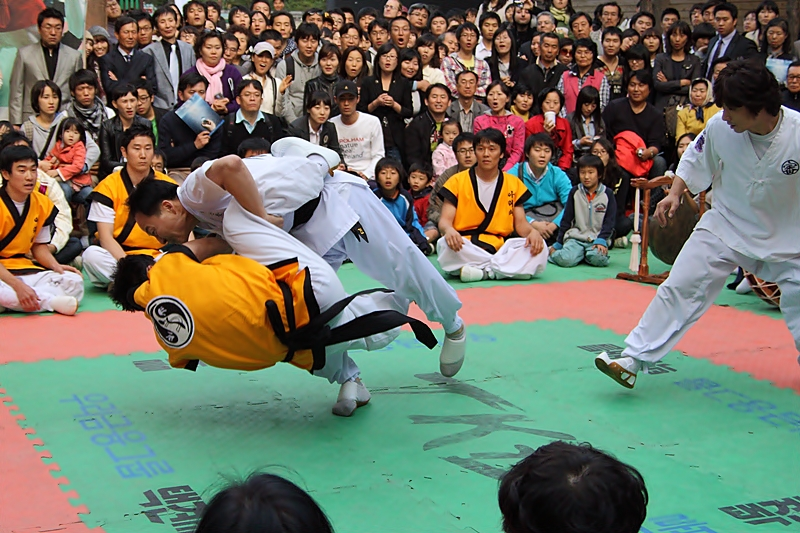
Tae Jil (Wurf)

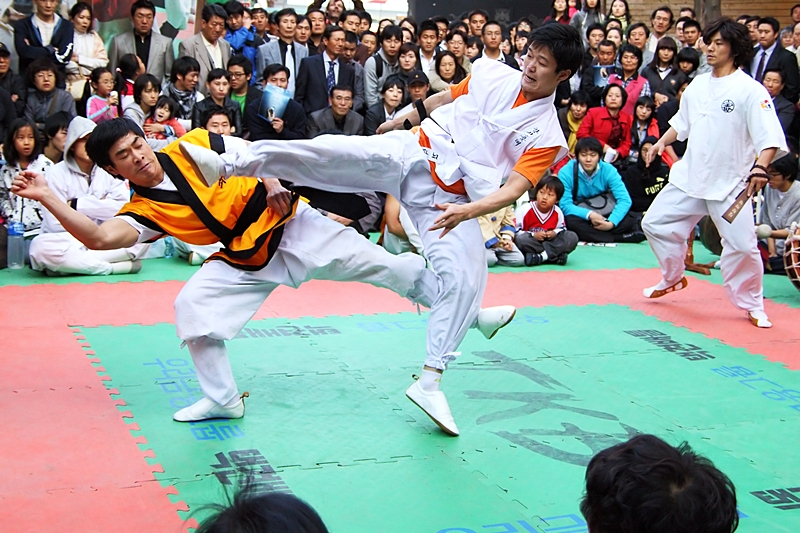
Eopeo Chigi / Heobeok Chigi (ein Tritt zum Oberschenkel oder in die Kniekehle)

Die Bewegungen des Taekgyeon sind fließend und tänzerisch, wobei die Praktizierenden ständig in Bewegung sind. Von essentieller Bedeutung ist das federnde Wippen mit den Knien, welches Ogeumjil (오금질 Ogeum = Kniekehle, Jil = Bewegung) oder Gumsil (굼실) genannt wird. Außerdem werden alle Techniken im Pumbalkki (auch Pumbapgi oder Pumbalgi, koreanisch 품밟기) genannten Grundschritt trainiert. Pumbalkki bedeutet wörtlich „das Pum stampfen“ und im übertragenen Sinne „Dreiecksschritt“.
Die Techniken sind vielseitig, es werden nicht nur Tritte und Schläge, sondern auch viele Würfe, Hebel und weitere Techniken wie z. B. Kopfstöße, Kneifen und weitere „Dirty Tricks“ trainiert. Song Dok-kis Techniken waren so vielseitig, dass davon ausgegangen wird, dass vor der japanischen Kolonialregierung keinerlei Beschränkungen hinsichtlich des Technikrepertoires existierten. Lediglich Bodenkampf wird nicht trainiert.
Die dominierenden Techniken im Taekgyeon sind Fußtechniken wie Fußfeger und Fußwürfe sowie Tritte in allen Körperhöhen (tiefe Tritte bis Sprünge). Besonders spektakulär sind Sprünge und Techniken, bei denen die Hände den Boden berühren (z. B. der Nal Chigi, ein radschlagähnlicher Tritt). Eine der Spezialitäten des Taekkyon ist der Gyeot Chigi (wörtlich „Seit-Tritt“, in anderen Kampfkünsten meist „gewundener Tritt“ genannt), der im Wettkampf häufig auf Kopfhöhe eingesetzt wird.

## Wettkampf (Gyeorugi)
Gyeorugi (auch Kyorugi, 겨루기) war immer schon ein essentieller Bestandteil des Taekgyeon, weswegen es gleichermaßen als Kampfsport wie als Kampfkunst angesehen werden kann. Ziel im Wettkampf ist es, den Gegner entweder mit dem Fuß am Kopf zu treffen oder ihn durch Würfe, Feger oder andere Mittel dazu zu bringen, den Boden mit einem anderen Körperteil als den Fußsohlen zu berühren. Man darf dazu auch versuchen, das Bein des Gegners festzuhalten, wenn dieser Tritte zum Kopf ausführt, und ihn dann zu werfen. Auch tiefe Tritte zu den Beinen sind erlaubt, im Gegensatz zu Schlägen mit den Händen oder Fäusten.
Oberstes Gebot ist es, den Gegner mit den Techniken nicht zu verletzen. Tritte zum Körper werden daher grundsätzlich als Drucktritte ausgeführt, die den Gegner lediglich aus dem Gleichgewicht bringen sollen. Die Tritte zum Kopf werden sehr kontrolliert ausgeführt, um keinen Schaden anzurichten. Es kommt tatsächlich nur äußerst selten zu Verletzungen durch hohe Tritte. Gleichzeitig müssen diese sehr schnell sein, damit der Tritt nicht geblockt oder gefangen werden kann. Da es relativ riskant ist, hoch zu treten, werden die meisten Punkte durch Würfe und Feger erzielt.
Bereits in der Joseon-Dynastie war Taekkyon ein beliebter Sport unter Kindern. Dieses Taekkyon wurde Aegi Taekkyon, also „Kinder-Taekkyon“, genannt. Die Kinder nahmen auch an Turnieren wie dem Gyeollyeon-Tae am Dano-Tag teil. Als Erwachsener lernte man weitere Techniken und wurde auch in den Yet Beop („alte Methoden“) genannten härteren Techniken unterrichtet, welche für den Wettkampf zu gefährlich sind. So führte die Ausbildung von jeher über den sportlichen Wettkampf zum ernsteren Kampf, was auch heute noch so von den modernen Verbänden gehandhabt wird.
Die verschiedenen Verbände haben seit den 1980er Jahren auf der Grundlage der traditionellen Regeln unterschiedliche Regelwerke entwickelt. Der hauptsächliche Unterschied besteht in der zugelassenen Härte der Tritte. In der „Kyulyun Taekyun Association“ wird alljährlich das „Turnier Taekyun Battle“ (TKB) in Insadong ausgerichtet.

## Atmung (Gi-hap)
Gi-hap (기합) wird häufig mit „Kampfschrei“ übersetzt, was allerdings eine sehr freie Interpretation darstellt. Wörtlich heißt es etwa „Energie sammeln“. Im Taekkyon hat der Laut, den man beim Gi-hap ruft, im Gegensatz zu den japanischen Budo-Arten (dort jap. „Kiai“ genannt) oder den davon abgeleiteten koreanischen Kampfkünsten wie Taekwondo und Hapkido, einen einheitlichen Klang. Dabei wird aus dem Unterbauch (Danjeon) geatmet.
Im Verband „Kyulyun Taekyun Association“ benutzt man die ursprüngliche Variante aus der Zeit von Song Deokki. Hierbei wird meistens bei den Kampftechniken und nur selten bei Schritten, „ick!“ oder „icku!“ gerufen. Da häufig im Dreierrhythmus („Pumbalkki“ genannt) trainiert wird, bei dem man auf jeder dritten Zählzeit eine Technik ausführt, hört man immer auf dieser Zählzeit ein „ick!“.
In den beiden Verbänden, die von Shin Hanseung beeinflusst sind (der „Korea Taekkyon Federation“ und der „Korea Traditional Taekkyon Association“) wird von den Praktizierenden auch bei Schritten ein Gi-hap benutzt, der je nach Übungsform und Bewegungsrhythmus dann „ick-eck“ oder „ick, eck, eck“ usw. klingt. Bei kräftigen Techniken wird ein Vokal angehängt (z. B. „icka!“).
Im (Wett-)Kampf wird in keinem Stil vorgeschrieben, wann ein Gi-hap erfolgen soll. Er wird hier nur bei besonders starken Techniken und vergleichsweise selten angewendet.
Taekkyon ist eine der wenigen Kampfkünste, in der es einen Kampfschrei in dieser konkreten Form gibt, vermutlich die einzige. Zum einen gibt es sonst keinen regelmäßig artikulierten Laut (wiederholtes „ick-eck“) und zum anderen ist der Klang in anderen Kampfkünsten zumeist nicht einheitlich.

## Bekleidung
In der Joseon-Dynastie trugen die Taekkyon-kkun beim Training und bei Wettkämpfen verschiedene Gewänder. Häufig wurden Hanbok oder, wie auf dem Gemälde Daekwaedo zu sehen, Durumagi (두루마기) getragen. Die traditionellen Hosen heißen Baji (바지), sind sehr weit geschnitten und werden von einem Gürtel gehalten. Der Gürtel wird einmal um die Taille gelegt und an der Seite mit einer Schleife gebunden. Das jackenähnliche Oberteil des Hanbok wird mit einer Schleife seitlich in Brusthöhe geschlossen. Die Jacke konnte weiß oder farbig sein und es wurden verschiedenfarbige Gürtel getragen. Die Farben hatten keine Bedeutungen.
Weil Taekkyon vornehmlich draußen betrieben wurde, trugen die Kämpfer meistens Mituri (Schuhe, 미투리). Bis heute finden Trainings und Kämpfe mit Mituri statt.
In der Renaissance der Sportart in den 1970er Jahren wurde beschlossen, einen weißen Hanbok mit einem blauen Gürtel zu tragen.
Die „Korea Taekkyon Federation“ kreierte 2001 mit Hilfe der auf traditionelle Kleidung spezialisierten Professorin Seo Hwang-ok von der Chung-Ang Universität Seoul eine spezielle Taekkyon-Kleidung, den sogenannten „Taekkyon-bok“. Dieser basiert auf dem traditionellen „Cheollik“ (철릭), der seit dem Ende der Goryeo-Dynastie von König und Angehörigen des Hofes sowie von militärischen Offizieren und einfachen Leuten getragen wurde. Genau wie der Cheollik hat der Taekkyon-bok rockähnliche Falten (sh. Foto der Taekkyon-kkun in einem grünen Cheollik oben). Die Baji des Taekkyon-bok ist identisch mit der des Hanboks.

## Graduierungen
Ursprünglich gab es keinerlei Graduierungen oder Prüfungen im Taekgyeon und somit keine besonderen Titel. Schüler sprachen ihren Lehrer mit „Herr Lehrer“ (kor. „Seonseng-nim“ 선생님) an, wie es in allen Lehrer-Schüler Beziehungen in Korea immer noch üblich ist.
Großmeister Shin Han-seung führte in den 1970er Jahren erstmals ein Graduierungssystem ein, in dem „Dong“ der Grad für Schüler und „Jjae“ der Grad für Fortgeschrittene ist. So lange man eine Dong-Graduierung hat, trägt man hier einen weißen Gürtel. Ab dem Jjae wird dieser blau. Diese Begriffe und Farben für Graduierungen werden heute weiterhin von der „Korea Traditional Taekgyeon Association“ verwendet, da dieser Verband den Stil von Shin bewahrt.
Die „Korea Taekkyon Federation“ unter der Leitung von Großmeister Lee Yong-bok führte die Grade „Pum“  für Schüler und „Dan“ für Lehrer ein, wobei zunächst die Bekleidung und die beiden Gürtelfarben aus den 70er Jahren übernommen wurden. Seit 2001/2002 gibt es in diesem Verband ein spezielles Taekkyon-Gewand (sh. Kapitel „Bekleidung“). Seitdem ändern sich sowohl die Gürtelfarbe als auch die Farbe des Oberteils (Cheollik) mit den Graduierungen. Alle Pum-Grade, sie werden von neun bis ein rückwärts gezählt, tragen einen schwarzen Gürtel und einen weißen Cheollik. Für den ersten und zweiten Dan ist der Gürtel orange und das Oberteil schwarz. Für den dritten und vierten Dan ist der Gürtel golden und das Oberteil grün. Fünfte und sechste Dane tragen einen goldenen Gürtel mit einem blauen Oberteil. Bei Dan sieben und acht wird der goldene Gürtel mit einem roten Gewand kombiniert. Der neunte Dan ist dem amtierenden Großmeister vorbehalten und wird durch einen silbernen Gürtel und einen schwarzen Cheollik gekennzeichnet.
Die „Kyulyun Taekyun Association“, welche sich sehr eng an Song Dokkis Stil orientiert, hat erst vergleichsweise spät ein Prüfungsprogramm entwickelt. In diesem Verband gibt es die folgenden Stufen:
1. Gyeollyeon Taekgyeon Kkun (Grundstufe)
2. Bigak Taekgyeon Kkun (Bigak bedeutet „fliegendes Bein“, für diese Stufe müssen also viele Sprünge gelernt werden)
3. Yet Beop Taekgyeon Kkun (Yet Beop sind die „harten“ Techniken, die nur im absoluten Notfall eingesetzt werden.)

## Taekgyeon in Deutschland
Seit 2002 existiert in Deutschland der Deutsche Taekkyon Zirkel, der diesen Sport lehrt und verbreitet. Er entstand aus einer Hochschulsportgruppe der Fachhochschule Aachen. Am 22. September 2011 wurde in Seoul das Taekkyon Zentrum Deutschland als offizielle deutsche Vertretung des World Taekkyon Headquarters gegründet.